# راؤول رومان
راؤول رومان (بالإسبانية: Raúl Román) (25 أكتوبر 1977 بسان لورينزو في باراغواي - ) هو لاعب كرة قدم باراغواياني في مركز الهجوم. شارك مع منتخب باراغواي لكرة القدم. أما مع النوادي، فقد لعب مع أوليمبيا أسونسيون وإستوديانتيس دي لا بلاتا وبرشلونة جواياكويل وسبورتيفو لوكوينو وسيرو بورتينيو ونادي بكين سينوبو غوان ونادي ليبرتاد وناسيونال أسونسيون ونادي 12 أكتوبر لكرة القدم ونادي كونسيبسيون ‏ وClub Deportivo Capiatá ‏ وTacuary ‏ ونادي سول دي أميريكا.

## وصلات خارجية
- راؤول رومان على موقع الاتحاد الدولي (مؤرشف)  (الإنجليزية)
- راؤول رومان على موقع إي إس بي إن إف سي (الإنجليزية)
- راؤول رومان على موقع قاعدة بيانات كرة القدم.إي يو (الإنجليزية)
- راؤول رومان على موقع ناشيونال فوتبول تيمز (الإنجليزية)
- راؤول رومان على موقع عالم كرة القدم.نت (الإنجليزية)